# Ahmad Ismaïl Ali
Ahmad Ismail Ali (arabe : أحمد إسماعيل علي), né le 14 octobre 1917 et mort le 25 décembre 1974, est un militaire égyptien qui occupe les fonctions de Maréchal, commandant en chef de l'armée égyptienne et ministre de la guerre pendant la guerre du Kippour. Il est surtout connu pour sa planification de l'attaque sur le canal de Suez qui a surpris Israël le 6 octobre 1973 (opération Badr), qui sera le premier conflit armé de la guerre du Ramadan, l'heureuse issue de ladite guerre d'Octobre lui sera en partie attribuée et lui vaudra la nomination de Maréchal en 1974.

## Carrière

### Formation
Diplômé de l'Académie militaire en 1938, il obtient son brevet d'État-Major en 1950. Dès lors et jusqu'en 1953, il donnera des cours aux élèves officiers. Après un stage de perfectionnement effectué en Grande Bretagne, il est diplômé en 1965 de l'Académie militaire de Moscou. Il sera, en 1967, commandant du Front oriental, puis chef des opérations militaires en 1968, et remplacera le défunt Général Abdel Moneim Riad en tant que chef d'État-Major. En 1971, il se voit confier les fonctions de Directeur des Services des Renseignements généraux, avant d'être nommé Ministre de la Défense à la suite du limogeage du Général Mohammed Ahmed Sadek.

### Relations avec le pouvoir
Bien que jouissant de la confiance du président Nasser, il sera limogé par ce dernier à la suite d'échecs militaires, dont le débarquement israélien sur l'île de Shadwan. À l'arrivée d'Anwar al Sadate à la tête de l'Égypte, Ahmad Ismail Ali devient un de ses principaux collaborateurs, le Président appréciant sa modestie, son bon sens et son intelligence politique.

## Mort
Le Maréchal Ahmad Ismail Ali meurt à Londres à la suite d'une longue maladie. Des funérailles grandioses sont alors organisées en présence du président Sadate, du général Moustapha Tlass, Hédi Khefacha, du Cheikh Saad ben Abdallah, de Yasser Arafat.
La presse a réservé nombreuses pages en hommage au "héros national" et l'"artisan de la victoire arabe". Les programmes diffusés à la radio et à la télévision ont été modifiés, remplacés par des prières, des chants religieux et des films de guerre.